# Anna Biolay
Anna Biolay (* 22. April 2003 in Paris) ist eine französische Schauspielerin.

## Leben und Karriere
Biolay wurde am 22. April 2003 in Paris geboren. Sie ist die Tochter des französischen Musikers und Schauspielers Benjamin Biolay und der Schauspielerin Chiara Mastroianni. Ihr Debüt gab sie 2013 in dem Film Doutes. 2014 war sie im Musikvideo Tourist Office zu sehen. Anschließend trat sie 2022 in der Serie Capitaine Marleau auf. Im selben Jahr spielte Biolay in dem Fernsehfilm Chevrotine mit. 2023 bekam sie in Rosalie eine Hauptrolle. Unter anderem setzte sie ihre Karriere in Leurs enfants après eux fort. Außerdem wurde sie für die Serie Nudes gecastet.

## Filmografie
Filme
- 2013: Doutes
- 2014: Office du tourisme (Kurzfilm)
- 2022: Chevrotine
- 2023: La Vie, l'amour, tout de suite
- 2023: Rosalie
- 2024: Leurs enfants après eux

Serien
- 2022: Capitaine Marleau (1 Folge)
- 2024: Nudes (3 Folgen)